# 샌파트리시오 전투
산파트리시오 전투(Battle of San Patricio)는 텍사스 혁명 기간인 1836년 2월 27일에 멕시코 공화국과 그에 반기를 든 멕시코의 일부 텍사스주 사이에 벌어진 전투이다.

## 배경
1833년 안토니오 로페스 데 산타 안나의 권력 확대에 멕시코 일부 주가 반란을 일으켰다. 그런 주 중 하나가 코아우일라 테하스 주였다. 이 주의 한 부분인 텍사스는 주로 미국 남부에서 온 이민자들이 많이 정착해 있었다. 산타 안나가 스스로를 독재자라고 자칭하면서 힘으로 억눌렀고, 1824년 멕시코 헌법을 폐지했다. 이에 텍사스 사람들은 시민의 자유를 요구하고 반란을 일으켰다. 샌안토니오, 골리아드 등 일부 멕시코 요새 도시가 텍사스의 반군의 손에 넘어갔다. 산타 안나는 직접 반란을 진압하기로 결정했다. 그는 멕시코 북부에서 약 6,000명의 군대를 이끌었다. 산타 안나는 그의 부대를 최대의 범위로 분할했다. 다른 하나의 군대는 호세 데 우레아 장군이 이끌었다. 우레아는 멕시코군의 해상 보급선을 확보하기 위해 텍사스 해안을 따라 남동쪽으로 진군 명령을 받았다.

## 전투
텍사스 혁명군의 제임스 그랜트, 프랭크 존슨, 로버트 모리스 세 사람은 멕시코의 도시, 마타모로스에서 공격을 계획하고 있었다. 남쪽으로 긴 행군을 위해 그들은 말이 필요하게 되었고 야생마를 붙잡는 것을 결정했다.
1836년 2월 27일 우레아 군의 선발정찰대가 프랭크 존슨과 70명의 텍사스 병사가 산파트리시오의 버려진 아일랜드인 정착촌에 캠프를 치고 있다는 것을 알게 되었다. 오전 3:30에 기습을 한 멕시코 부대는 텍사스군에 발포를 하여, 20명의 텍사스 병사를 죽이고 32명을 포로로 잡았다. 교전이 몇 분간 지속되었고, 존슨과 다른 4명의 텍사스 병사도 포로로 잡혔지만, 가까스로 탈출을 하여, 골리아드에 있는 제임스 패닌군에 합류를 했다.
그랜트와 모리스 부대는 아구아 둘체 크릭에서 야영하고 있을 때, 우루레아 부대에 기습받았다. 3월 2일 멕시코군은 텍사스군을 기습하여, 그랜트와 모리스, 그리고 12명의 텍사스 군인을 사살했다. 생존자는 붙잡혀 마타모로스에 구금되었다.

## 같이 보기
- 골리아드 전투

## 참고 자료
- Roberts, Randy & Olson, James S.; A Line in the Sand; The Alamo in Blood and Memory; Simon & Schuster; ISBN 0-7432-1233-9
- Davis, William C.;Lone Star Rising-The Revolutionary Birth of the Republic of Texas;Free Press;ISBN 0-684-86510-6
- Brown, Gary; James Walker Fannin-Hesitant Martyr in the Texas Revolution;Republic of Texas Press; ISBN 1-55622-778-7